# Let L-13 Blaník
De Let L-13 Blaník is een Tsjechoslowaaks dubbelzits leszweefvliegtuig gebouwd door de firma Let. Het is het meest gebouwde en gebruikte zweefvliegtuig ter wereld.

## Ontwikkeling
De Blaník is ontworpen door Karel Dlouhý van de VZLÚ gebaseerd op de ervaring opgedaan met de Letov XLF-207 Laminar, het eerste zweefvliegtuig met een laminair stromingspatroon. De L-13 is ontwikkeld als een praktisch zweefvliegtuig, geschikt voor elementaire vlieginstructies, aerobatische instructies en grensoverschrijdende trainingen. Het ontwerp was een mix van technologie die al getest was, NACA laminaire profielen en veel standaardcomponenten van de Sovjet luchtvaartindustrie.
In 1958 ging de Blaník in productie, waarna het al gauw populariteit kreeg, doordat het toestel goedkoop, degelijk en makkelijk te vliegen is. De L-13 is in het gehele Oostblok verspreid en is ook naar West-Europa en Noord-Amerika in groten getale geëxporteerd. De totale productie is meer dan 2650 toestellen voor de hoofdversie en meer dan 3000 als alle versies worden meegeteld. Al een halve eeuw na de eerste vlucht is het nog steeds het meest gebruikte zweefvliegtuig ter wereld.
De Blaník heeft ondanks de slechts redelijke prestaties veel records op zijn naam, waaronder die voor 's werelds grootst afgelegde afstand door tweezitters.

## Versies
- L-13 Blaník
- Vivat
- Blaník met hulpmotor
- SL-2P

## Specificaties
- Bemanning: 2
- Lengte: 8,40 m
- Spanwijdte: 16,20 m
- Hoogte: 2,08 m
- Vleugeloppervlak: 19,2 m2
- Leeggewicht: 292 kg
- Start gewicht: 500 kg
- Maximumsnelheid: 253 km/h
- Daalsnelheid: 0,82 m/s